# Discografia di Alexia
La discografia di Alexia (cantautrice italiana) è attualmente composta da 13 album in studio (compresi gli EP), 2 raccolte, 29 video musicali, 5 colonne sonore e oltre 30 singoli. 

## Album

### Album in studio
- 1997 - Fan Club (FIN: #1 ; FRA #45)
- 1998 - The Party (FIN: #9) (ITA: #17) (UK: #97)
- 1999 - Happy
- 2001 - Mad for Music
- 2002 - Alexia (ITA: #14)(CHE: #100)
- 2003 - Il cuore a modo mio (ITA: #17) (CHE: #100)
- 2004 - Gli occhi grandi della Luna (ITA: #56)
- 2008 - Alé
- 2010 - Stars
- 2015 - Tu puoi se vuoi (ITA: #93)
- 2017 - Quell'altra (ITA: #53) [1]

### Album di cover
- 2013 - iCanzonissime
- 2022 - My Xmas

### Raccolte
- 2000 - The Hits (ITA: #26)
- 2005 - Da grande (ITA: #58)

### Riedizioni per l'Italia
- 2009 - Alè & c. (Alè Sanremo Edition) (ITA: #69)

### Riedizioni per l'estero
- 1997 - Fan Club (US Edition)
- 1998 - Fan Club (USA Christmas Edition)
- 1998 - Remix album '98
- 1999 - The Best Of
- 1999 - Uh La La La (Japanese Edition)
- 2002 - Alexia International
- 2009 - Alè

### Altre raccolte
- 2007 - Le più belle di Alexia
- 2009 - Alexia Collections

## Singoli
- 1995 - Me and You (Tu ed io)
- 1996 - Summer is Crazy (Estate pazza)
- 1996 - Number One (Numero uno)
- 1997 - Uh la la la
- 1998 - Gimme Love (Fammi vedere l'amore)
- 1998 - The Music I like (La Musica che mi piace)
- 1999 - Goodbye (Addio)
- 1999 - Happy (Felice)
- 2000 - Ti amo ti amo
- 2001 - Money Honey (Bambolina)
- 2002 - Dimmi come...
- 2002 - Non lasciarmi mai
- 2003 - Per dire di no
- 2003 - Egoista
- 2004 - You need love (Come tu mi vuoi)
- 2005 - Da grande
- 2024 - Ifeelfeelings

### Singoli digitali (Mp3)
Questi singoli di Alexia, conseguentemente alla riduzione del commercio dei CD, sono i primi a non essere stati registrati su tale supporto fisico.
- 2008 - Grande coraggio
- 2008 - Guardarti dentro
- 2009 - Biancaneve
- 2009 - We Is the Power (Noi siamo il potere)
- 2009 - E non sai
- 2010 - Star
- 2012 - A volte sì a volte no
- 2013 - Io no
- 2013 - Jenny Vola
- 2015 - Il mondo non accetta le parole
- 2015 - Sento
- 2015 - Prenditi la vita
- 2017 - Beata gioventù
- 2017 - Fragile Fermo Immagine
- 2017 - Quell'altra
- 2019 - Come la vita in genere
- 2021 - Notte con Usai

### Singoli per la Globalone Music
- 2009 - Come nessuno (feat. Andrea Dianetti)

### Singoli (Radio Promo CD)
- 1997 - Hold On - Aspetta
- 1997 - Virtual Reality  - Realtà Virtuale
- 1998 - Keep On Movin' - Passa e Basta
- 1999 - Baby Baby Baby
- 2001 - Summerlovers - Amanti d'estate
- 2002 - Non lasciarmi mai
- 2002 - Don't You Know - Non lo sai
- 2002 - Hasta la vista baby - Addio baby
- 2004 - Una donna sola
- 2005 - Mai dire mai
- 2006 - Vola via
- 2006 - Viaggiando verso l'amore
- 2007 - Du du du

## Come vocalist (1989-1995)
- Alexia Cooper - Boy 1989
- BabyRoots - No Woman No Cry - 1990
- Ice Mc - My World con le canzoni: Happy Weekend, Rainy Days, Prayer, I Love You 1990
- Alexia Cooper - Gotta Be Mine 1991
- Alexia Cooper - Let You Go 1991
- Willy Morales - Going back/ Last train to London 1992
- Double You - Please Don't Go, We All Need love 1992
- Gray Neve - I need Your Love 1993
- Digilove - Let the Night Take the Blame 1993
- Digilove - Give You Love 1993
- Double You - The Blue Album con le canzoni: Part time lover e Got To Love 1993
- Black Think feat. Sahara - Be My Lover 1993
- Due - Under The Same Sun 1994
- Cybernetica - I Wanna Be With You 1994
- Galactica - Music Is My Life 1994
- Due - Love Is Not the Same 1994
- Fourteen 14 - Don't Leave Me 1994
- Fourteen 14 - Goodbye 1995

### Nell'albumIce 'N' Greendi Ice Mc
- Think About the Way 1994
- It's a Rainy Day 1994
- Take Away the Colour (reconstrution) 1994
- Run Fa Cover 1995
- Russian Roulette 1995
- Dark Night Rider 1995

## Autrice
Alexia è sia autrice che interprete dei suoi brani. Fin dal suo primo album, Fan Club del 1997, l'artista ha scritto di suo pugno i testi, a volte in collaborazione con note personalità della musica italiana, come Roberto Zanetti, i musicisti Mario Lavezzi, Massimo Marcolini e Cesare Chiodo, il cantautore Franco Fasano, lo storico paroliere Alberto Salerno, la compositrice statunitense Diane Warren. Inoltre l'album Alè è stato interamente scritto dalla cantante.

## Classifica singoli

### Come artista principale
| 1995 | Me and You       | 1  | —  | —  | —  | — | —  | —  | —  | —  | —  |
| 1996 | Summer is Crazy  | 1  | 25 | 31 | —  | 3 | —  | 36 | 72 | —  | —  |
| 1996 | Number One       | 4  | —  | 36 | —  | 2 | —  | —  | 82 | —  | —  |
| 1997 | Uh la la la      | 5  | 16 | 13 | 30 | 2 | 17 | 6  | 84 | 5  | 10 |
| 1998 | Gimme Love       | 3  | 38 | —  | —  | 6 | —  | —  | —  | 37 | 17 |
| 1998 | The Music I like | 1  | —  | —  | —  | — | —  | —  | —  | —  | 31 |
| 1999 | Goodbye          | 6  | —  | —  | —  | — | —  | —  | —  | —  | —  |
| 1999 | Happy            | 5  | —  | —  | —  | — | —  | —  | —  | —  | —  |
| 2000 | Ti amo ti amo    | 12 | —  | —  | —  | — | —  | —  | —  | —  | —  |
| 2001 | Money Honey      | 21 | 85 | —  | —  | — | —  | —  | —  | —  | —  |
| 2002 | Dimmi come       | 4  | —  | —  | —  | — | —  | —  | —  | —  | —  |
| 2003 | Per dire di no   | 11 | 83 | —  | —  | — | —  | —  | —  | —  | —  |
| 2003 | Egoista          | 46 | —  | —  | —  | — | —  | —  | —  | —  | —  |
| 2004 | You Need Love    | 36 | —  | —  | —  | — | —  | —  | —  | —  | —  |
| 2005 | Da grande        | 18 | —  | —  | —  | — | —  | —  | —  | —  | —  |
| 2009 | Biancaneve       | 6  | —  | —  | —  | — | —  | —  | —  | —  | —  |

### Come artista ospite
| Anno | Titolo                                               | Posizione in classifica FIMI |
| ---- | ---------------------------------------------------- | ---------------------------- |
| 2020 | You and Me (Achille Lauro feat. Alexia & Capo Plaza) | 57                           |

## Partecipazioni in altri dischi
I brani di Alexia sono stati inseriti in oltre 400 compilation di molte etichette discografiche. Di seguito vengono elencati i più importanti:
- 2013 - Ophir - Dimmi come, Biancaneve
- 2011 - L'Europa per un sorriso - Star
- 2010 - Caro papà natale 3 - Grande coraggio
- 2010 - Top 40 Anni '90 - Summer is crazy
- 2010 - Super Estate Rossa - Summer is crazy
- 2010 - Sanremo Story - Per dire di no
- 2009 - Estahits 09 - We is the power (Alexia feat. Bloom 06)
- 2009 - INTIAANIKESÄ '09 (Hit estive in Finlandia) - Uh la la la
- 2009 - Le 100 canzoni di sempre - Dimmi come
- 2009 - Sanremo 2009 Compilation - Biancaneve
- 2009 - A più voci - Mario Lavezzi - Biancaneve
- 2009 - Hit mania dance 2009 - Happy
- 2009 - I Migliori Anni Vol 4 Anni 90 - Summer is crazy
- 2008 - Emporio Armani Caffè Vol.4 - L'immenso (Caffè Remix)
- 2008 - One Shot 1996 - Summer is crazy
- 2008 - Top 10 Musica Italiana by Rockol - Grande Coraggio
- 2008 - Un'estate al mare compilation - Grande Coraggio
- 2008 - Deejay parade The Collection - Think about the way (Ice Mc feat. Alexia)
- 2006 - La musica di Flora (Winx) - Dimmi come
- 2006 - La musica di Stella (Winx) - Se un giorno
- 2005 - Super Sanremo 2005 - Da grande
- 2005 - Hot party 90 - Summer is crazy
- 2005 - Hot party 90 - It's a rainy day (Ice Mc feat. Alexia)
- 2004 - The Best Of Summer 2004 - Come tu mi vuoi
- 2004 - I-Tim Tour Compilation 2004 - Come tu mi vuoi
- 2004 - The best Summer 2004 Compilation - Come tu mi vuoi
- 2004 - Hot party 90 - Please Don't Go - (Double you feat. Alexia)
- 2004 - Festivalbar Compilation - You need love
- 2003 - Veline Velone - Egoista
- 2003 - Super Sanremo 2003 - Per dire di no
- 2003 - EMI Successi italiani - Per dire di no
- 2003 - All the Hits estate 2003 - Egoista
- 2003 - I-TIM TOUR Compilation 2003 - Egoista
- 2003 - Festivalbar Compilation - Egoista
- 2003 - Il mio canto libero - Dimmi come
- 2002 - Il Bello delle donne Compilation - Dimmi come
- 2002 - Top Of The Spring 2002 - Dimmi come
- 2002 - Now Italia Estate 2002 - Dimmi come
- 2002 - Exclusive Hits Estate 2002 - Dimmi come
- 2002 - All the Hits estate 2002 - Non lasciarmi mai
- 2002 - Super Sanremo 2002 - Dimmi come
- 2002 - I-TIM TOUR Compilation 2002 - Non lasciarmi mai
- 2002 - Un'estate insieme - Dimmi come
- 2002 - Festivalbar Compilation - Non lasciarmi mai
- 2002 - 105 For You - Dimmi come
- 2002 - Hit mania top 2002 - Take away the colour (Ice Mc feat. Alexia)
- 2001 - Hit mania dance estate 2001 - Money Honey
- 2001 - Hot Party Summer 2001 - Money Honey
- 2001 - Festivalbar Compilation - Money Honey
- 2000 - POP MANIA - Happy
- 2000 - Festivalbar Compilation - Ti amo ti amo
- 2000 - SuperEva Compilation - Ti amo ti amo
- 1999 - Festivalbar Compilation - Happy/Goodbye
- 1998 - Hit mania dance estate '98 - Gimme Love remix edition
- 1998 - Festivalbar Compilation - Gimme Love/The music I like
- 1997 - Hit mania dance Champions '97 - Uh la la la
- 1997 - Hit mania dance estate '97 - Uh la la la
- 1997 - Festivalbar Compilation - Uh la la la
- 1997 - Deejay parade - Uh la la la
- 1996 - Hit mania parade Champions '96 - Summer is crazy
- 1996 - Hit parade dance 3 - Me and you
- 1996 - Festivalbar Compilation - Summer is crazy
- 1995 - Hit parade dance Champions estate '95 - Me and you
- 1995 - Hit mania dance 3 - Take away the colour (Ice Mc feat. Alexia)
- 1995 - Hit mania dance estate '95 - Dancing with an angel (Double you feat. Alexia)
- 1995 - Hit parade dance 2 - Dancing with an Angel (Double you feat. Alexia)
- 1995 - RDS dance 2 mixed - Me and you
- 1994 - Hit mania dance 2 - It's a Rainy Day (Ice Mc feat. Alexia)
- 1994 - Hit mania dance - Part time lover - (Double you feat. Alexia)
- 1994 - Hit mania dance - Take away the colour remix edition (Ice Mc feat. Alexia)

## Vinili

### 33 giri - Long Playing (LP)
- 1997 - Fan Club

### 33 giri - Maxi single (EP)
- 1995 - Me and you
- 1996 - Number one
- 1996 - Summer is crazy
- 1997 - Uh la la la
- 1997 - Virtual reality
- 1998 - Gimme love
- 1998 - The music I like
- 1998 - Keep on movin'
- 1999 - Goodbye
- 1999 - Happy
- 2000 - Ti amo ti amo
- 2001 - Money Honey
- 2001 - Summerlovers
- 2002 - Dimmi come

## Musicassette
- 1997 - Fan Club
- 1998 - The Party
- 1999 - Happy
- 2000 - The Hits
- 2001 - Mad for Music
- 2002 - Alexia
- 2003 - Il cuore a modo mio

## Videografia

### Video musicali
| Anno | Titolo                           | Regista/i                        |
| ---- | -------------------------------- | -------------------------------- |
| 1996 | Summer Is Crazy                  |                                  |
| 1996 | Number One                       | Alessandra Pescetta              |
| 1997 | Uh La La La                      | Luca Lucini                      |
| 1997 | Uh La La La [versione Almighty]  |                                  |
| 1998 | Gimme Love                       | Luca Lucini                      |
| 1998 | The Music I Like                 |                                  |
| 1998 | Keep on Movin'                   | Alessandra Pescetta              |
| 1999 | Goodbye                          | Luca Lucini                      |
| 1999 | Happy                            | Luca Lucini                      |
| 2000 | Ti amo ti amo                    | Claudio Sinatti                  |
| 2001 | Money Honey                      | Giangi Magnoni                   |
| 2002 | Dimmi come...                    |                                  |
| 2003 | Egoista                          | Paolo Monico                     |
| 2005 | Da grande                        | Giangi Magnoni                   |
| 2006 | Vola via                         |                                  |
| 2008 | Grande coraggio                  | Lorenzo Vignolo                  |
| 2008 | Guardarti dentro                 | Gabriele Paoli                   |
| 2009 | We Is the Power (feat. Bloom 06) | Jacopo Pietrucci                 |
| 2009 | E non sai (feat. Madame SiSì)    | Marco Carlucci                   |
| 2010 | Star                             | Serena Corvaglia, Marco Salom    |
| 2012 | A volte si a volte no            | Stefano Bertelli                 |
| 2013 | Io no                            | Stefano Bertelli, Mattia Benetti |
| 2015 | Il mondo non accetta le parole   | Jacopo Pietrucci                 |
| 2015 | Sento                            | Jacopo Pietrucci                 |
| 2015 | Prenditi la vita                 | Jacopo Pietrucci                 |
| 2017 | Beata gioventù                   | Jacopo Pietrucci                 |
| 2017 | Fragile fermo immagine           | Annie Malle                      |
| 2017 | Quell'altra                      | Serena Corvaglia                 |
| 2019 | Come la vita in genere           | Jacopo Pietrucci                 |

#### Partecipazioni in videoclip di altri artisti
| Anno | Titolo               | Artista             | Regista/i         |
| ---- | -------------------- | ------------------- | ----------------- |
| 1994 | It's a Rainy Day     | Ice MC feat. Alexia | Giacomo De Simone |
| 1995 | Take Away the Colour | Ice MC feat. Alexia | Giacomo De Simone |

## Collaborazioni e cover

### Duetti come artista ospite
- 2020 - Achille Lauro feat. Alexia & Capo Plaza - You and Me

### Cover incise su Disco
- 2003 - I never loved a man (Aretha Franklin)
- 2004 - Madame (Renato Zero) nel disco di quest'ultimo
- 2009 - Il mio mondo (Umberto Bindi)
- 2009 - Signed, sealed, delivered, I'm yours (Stevie Wonder) nel disco di Luca Jurman
- 2013 - Because the night (Patti Smith)
- 2013 - Rumore (Raffaella Carrà)
- 2013 - Ti sento (Matia Bazar)
- 2013 - Ancora (Eduardo De Crescenzo)
- 2013 - Non credere (Mina)
- 2013 - Il mondo (Jimmy Fontana)
- 2013 - You Can Leave Your Hat On (cantata nel 1972 da Randy Newman e nel 1986 da Joe Cocker)

### Cover dei brani di Alexia da parte di altri artisti
- 2006 - Blog 27 - Uh la la la

## Colonne sonore
- 1995 - Me and you - Vacanze di Natale '95
- 1996 - Think about the way - Trainspotting
- 1998 - Gimme Love - Baywatch
- 2005 - Vola Via - Barbie e la magia di Pegaso
- 2006 - Happy - Notte prima degli esami oggi